# Belgian Battery Corner temető
A Belgian Battery Corner temető (Belgian Battery Corner Cemetery) egy első világháborús nemzetközösségi sírkert a belgiumi Ypres-től két kilométerre nyugatra.
A temetőt egy olyan útkereszteződésnél alakították ki, ahol a belga tüzérség három ütege működött 1915-ben. Erre utal a neve is: belga ütegsarok.  Az első temetésekre 1917 júniusában került sor, amikor a brit 8. hadosztálynak a messines-i csatában elesett katonáit hantolták el. A területet 1918. októberig használták. A holttesteket elsősorban egy közeli tanyán berendezett kötözőállomásról szállították a temetőbe. A halottak csaknem fele tüzéralakulatokhoz tartozott.
A temetőben 574 első világháborús sír van: 427 brité, 123 ausztrálé, nyolc új-zélandié, hét kanadaié, két indiaié. Hét halottat nem sikerült azonosítani. A temetőt Edwin Lutyens and John Reginald Truelove tervezte.